# Liga de Diputaciones Castellanas
La Liga de Diputaciones Castellanas fue un marco de cooperación permanente de las diputaciones castellanas, en torno a la Comisión Permanente de la misma.
La idea de crear una unidad de diputaciones provinciales, que en principio iba a unir a las once de Castilla la Vieja y la Región de León, partió de Benito Sanz Encabo, presidente de la Diputación Provincial de Soria en 1912, durante la celebración del Congreso Agrícola de Burgos (1912). Al efecto de discutir la propuesta, representantes de once diputaciones castellanas se reunieron en la Diputación de Madrid en diciembre de 1912.
El diario ABC de 6 de diciembre de 1912 expresaba así el proyecto de Liga de Diputaciones Castellanas: "Al constituirse la Liga se trataba de que cesasen algunas anomalías perjudiciales a las provincias y para cuya desaparición son ineficaces las quejas de una sola de dichas Corporaciones. Por ejemplo, en Soria, paga de enseñanza la provincia al Estado 11.000 pesetas más de lo que gasta. En la misma provincia, en el correccional, hay 18 empleados para 32 reclusos, y Soria no puede dejar de tener más empleados de los que necesita".
En 1922, reunidas en Burgos, las diputaciones de Ávila,  Logroño,  Palencia,  Segovia,  Valladolid,  Zamora y  Burgos, con la adhesión de  Soria, elaboraron la Declaración de las Diputaciones Castellanas a propósito de "la implantación del nuevo régimen arancelario y, muy especialmente, con la fijación de la tarifa aduanera señalada para el trigo". Los acuerdos tomados en esta reunión fueron comunicados al resto de diputaciones interesadas.